# Gaius Makouta
Gaius Makouta (sinh ngày 25 tháng 7 năm 1997), là một cầu thủ bóng đá người Pháp thi đấu ở vị trí tiền vệ cho Braga B in the LigaPro.

## Thống kê sự nghiệp

### Câu lạc bộ
Tính đến 29 tháng 3 năm 2019
| Câu lạc bộ          | Mùa giải            | Giải vô địch        | Giải vô địch | Giải vô địch | Cúp     | Cúp       | Châu lục | Châu lục  | Khác    | Khác      | Tổng cộng | Tổng cộng |
| Câu lạc bộ          | Mùa giải            | Hạng đấu            | Số trận      | Bàn thắng    | Số trận | Bàn thắng | Số trận  | Bàn thắng | Số trận | Bàn thắng | Số trận   | Bàn thắng |
| ------------------- | ------------------- | ------------------- | ------------ | ------------ | ------- | --------- | -------- | --------- | ------- | --------- | --------- | --------- |
| Le Havre II         | 2014–15             | CFA2                | 2            | 0            | 0       | 0         | –        | –         | 0       | 0         | 2         | 0         |
| Longford Town       | 2016                | Premier Division    | 7            | 0            | 0       | 0         | –        | –         | 0       | 0         | 7         | 0         |
| Aris                | 2016–17             | Football League     | 5            | 0            | 1       | 0         | –        | –         | 0       | 0         | 6         | 0         |
| Sporting Covilhã    | 2017–18             | LigaPro             | 24           | 0            | 0       | 0         | 1        | 0         | 0       | 0         | 21        | 0         |
| Sporting Covilhã    | 2018–19             | LigaPro             | 18           | 2            | 3       | 1         | 1        | 0         | 0       | 0         | 22        | 3         |
| Sporting Covilhã    | Tổng cộng           | Tổng cộng           | 42           | 2            | 3       | 1         | 2        | 0         | 0       | 0         | 47        | 3         |
| Braga B             | 2018–19             | LigaPro             | 6            | 0            | 0       | 0         | 0        | 0         | 0       | 0         | 6         | 0         |
| Tổng cộng sự nghiệp | Tổng cộng sự nghiệp | Tổng cộng sự nghiệp | 62           | 2            | 4       | 1         | 2        | 0         | 0       | 0         | 68        | 3         |

Ghi chú
1. ↑  Số lần ra sân tại Greek Football Cup
2. 1 2  Appearances in the Taça da Liga
3. ↑  Appearances in the Taça de Portugal

### Bàn thắng quốc tế
Bàn thắng và kết quả của Congo được để trước.
| #  | Ngày                 | Địa điểm                               | Đối thủ  | Bàn thắng | Kết quả | Giải đấu |
| -- | -------------------- | -------------------------------------- | -------- | --------- | ------- | -------- |
| 1. | 10 tháng 10 năm 2019 | Sân vận động Leo, Thanyaburi, Thái Lan | Thái Lan | 1–1       | 1–1     | Giao hữu |